# Hot n Cold
«Hot n Cold» (estilizado como «Hot N Cold») es una canción interpretada por la cantante estadounidense Katy Perry, publicada como el segundo sencillo de su primer álbum de estudio, One of the Boys (2008) el 9 de septiembre de 2008. Escrita por Perry junto con Max Martin y Dr. Luke y producida por este último y Benny Blanco. La letra trata sobre una relación amorosa inestable debido a los cambios de humor de una de las partes.
Desde el punto de vista comercial, alcanzó el primer puesto en países como Finlandia, Alemania, Canadá, Noruega y Dinamarca y estuvo entre los cinco primeros en el Reino Unido, Australia, Irlanda y Nueva Zelanda. En Estados Unidos, alcanzó el puesto número tres en el Billboard Hot 100, lo que significó su segundo sencillo consecutivo dentro del top 5, después de «I Kissed a Girl». Además, vendió más de 5.8 millones de copias, consolidándose como uno de los sencillos más vendidos de Perry en el país.
La cantante presentó el tema en las giras Hello Katy Tour, California Dreams Tour, The Prismatic World Tour y Witness: The Tour, en programas de televisión como Today de NBC y en los MTV Europe Music Awards de 2008, donde fue la anfitriona. El video musical, dirigido por Alan Ferguson, se estrenó el 1 de octubre de 2008. En él, la intérprete aparece como una novia a punto de casarse, y su prometido tiene una fantasía en la que ella lo persigue después de que él huye de la boda. En la 52.ª edición de los Premios Grammy, recibió una nominación en la categoría de Mejor interpretación vocal pop femenina.
Críticos como Alex Fletcher, de Digital Spy, destacaron las guitarras entrecortadas y los sintetizadores vibrantes, aunque señalaron que el tema no alcanzó las altas expectativas generadas alrededor de Perry. Darren Harvey, de musicOMH, identificó en la pieza una clara influencia del pop de los años 1980, mientras que ChartAttack resaltó el frenético ritmo de dance pop que define al sencillo. Por su parte, Sal Cinquemani, de Slant Magazine, ofreció una crítica más dura al afirmar que Perry confunde incorrección política con subversión. Jon Caramanica, de The New York Times, comparó el estribillo de la canción con «U + Ur Hand» de Pink, otra producción de Dr. Luke, pero concluyó que esta carece de la misma intensidad.

## Antecedentes y composición
«Hot n Cold» fue escrita por Perry, Dr. Luke y Max Martin, mientras que la producción estuvo a cargo de Dr. Luke y Benny Blanco. La grabación se realizó en diciembre de 2007 en tres estudios diferentes: Dr. Luke's Studios y Legacy Recording Studios en Nueva York y Conway Recording Studio en Hollywood, California. La mezcla se llevó a cabo en MixStar Studios, ubicado en Virginia Beach. Los ejecutivos de Capitol Records organizaron la colaboración entre Perry y Dr. Luke, ya que consideraron que One of the Boys necesitaba uno o dos éxitos indiscutibles. Como resultado, ambos crearon los temas «I Kissed a Girl» y «Hot n Cold». Inicialmente, se consideró lanzar «Hot n Cold» como el primer sencillo del álbum, antes de que se decidiera por «I Kissed a Girl».
De géneros pop, dance pop y rock, «Hot n Cold» destaca por el uso de guitarras y sintetizadores. La canción tiene una duración de tres minutos y cuarenta segundos, con un tempo moderadamente rápido de 132 pulsaciones por minuto y se encuentra en la tonalidad de sol mayor. La letra aborda el impacto que los cambios de humor de la pareja de la cantante tiene en su relación. La canción inicia con Perry confrontando a su expareja por su inconstancia emocional, diciendo: «Cambias de opinión como una chica cambia de ropa / Sí, tú SPM / Como una perra, yo sabría». En el estribillo, utiliza antónimos para describir los altibajos emocionales de su pareja, con frases como: «Estás caliente y luego estás frío / Eres sí y luego eres no / Estás dentro y luego estás fuera / Estás arriba y luego estás abajo».

## Recepción

### Crítica
Alex Fletcher, de Digital Spy, calificó el tema con tres de cinco estrellas, señalando que, aunque no cumple con las «altas expectativas» en torno a su intérprete, presenta algunos elementos atractivos. En su reseña para musicOMH, Darren Harvey describió «Hot n Cold» como una pieza evocadora del pop de los años 1980, similar al estilo de Tiffany Darwish. ChartAttack destacó el «frenético ritmo de dance pop» que caracteriza al sencillo. La revista Blender se refirió a la canción como un «beso valiente y climatizado», y Entertainment Weekly coincidió, afirmando que «es muy divertido».
Por otro lado, en una crítica más negativa, Sal Cinquemani, de Slant Magazine, opinó que Perry confunde «la incorrección política con la subversión», especialmente en temas como «Hot n Cold», donde, al intentar ridiculizar a los chicos que cambian de opinión «como las chicas cambian de ropa», termina sonando ligeramente sexista. Jon Caramanica, de The New York Times, comparó el estribillo de la canción con «U + Ur Hand» de Pink, también producida por Dr. Luke, aunque indicó que «carece de la misma pasión». Lizzie Ennever, de la BBC, afirmó que esta pista «no era la más adecuada para lanzarse como sencillo». The Guardian escribió que la canción «no logró captar la imaginación del público» como lo hizo «I Kissed a Girl».
El tema recibió una nominación a la «Mejor interpretación vocal pop femenina» en la 52.ª edición de los premios Grammy, aunque perdió ante «Halo» de Beyoncé.

### Comercial

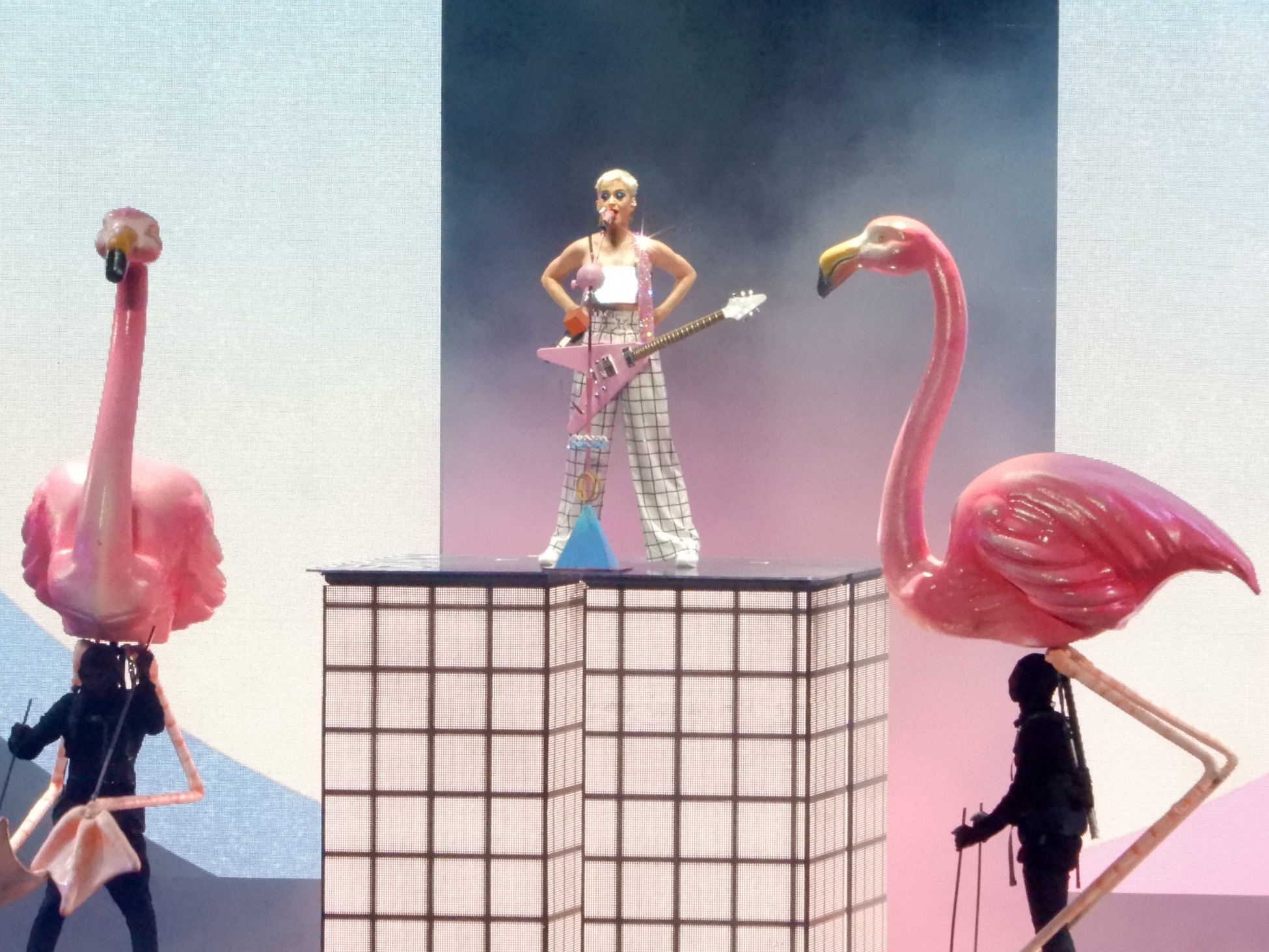
Perry interpretando «Hot n Cold» durante Witness: The Tour en el Madison Square Garden.

«Hot n Cold» debutó en el puesto 88 del Billboard Hot 100 de Estados Unidos el 28 de junio de 2008, gracias a las fuertes descargas digitales tras el lanzamiento del álbum, aunque salió del ranking la semana siguiente. El tema volvió a entrar el 23 de agosto en el mismo puesto. Finalmente, alcanzó el número tres el 22 de noviembre, siendo su segundo éxito en el top tres después de «I Kissed a Girl». La pista se mantuvo 18 semanas en el top 10, superando las 14 semanas que logró su predecesora. En la radio, fue aún más exitoso, convirtiéndose en el primer número uno de la cantante en las listas de Mainstream Top 40 y Adult Top 40 en Estados Unidos. La canción permaneció 39 semanas en el Hot 100. Para agosto de 2020, había sido certificado ocho veces platino por la RIAA y vendió 5.8 millones de copias en Estados Unidos, colocándose como su sexto sencillo más vendido en ese país.
En Canadá, el tema debutó en el puesto 73 y subió hasta el primer lugar el 20 de noviembre, obteniendo una certificación de seis veces platino. En el Reino Unido, llegó al cuarto puesto en la lista de sencillos el 7 de diciembre, y logró la certificación de doble platino. En Alemania, debutó en el segundo lugar de la lista gracias a las ventas digitales, para luego alcanzar el primer puesto, donde se mantuvo por ocho semanas consecutivas. En Australia, la canción comenzó en el top 50, alcanzando su máximo en el cuarto lugar y obtuvo una certificación de ocho veces platino. La pista también llegó al número uno en la República Checa, donde lideró durante diez semanas consecutivas. En Dinamarca, alcanzó el primer puesto y recibió la certificación de dos veces platino, mientras que en Austria también llegó al primer lugar y fue certificada platino.

## Video musical
El video comienza en una boda, donde la protagonista está lista para intercambiar votos con su tímido prometido, Alexander, interpretado por el actor y modelo Alexander Francis Rodriguez. Ella pronuncia sus votos, pero él vacila, y la tensión se apodera del lugar, que espera ansiosamente su «Acepto». La compositora muestra signos de frustración cuando la música inicia, y de inmediato la congregación se lanza a bailar bajo un estallido de luces de discoteca. La artista entona la pieza directamente a Alexander, quien huye del altar. Ella lo sigue, dando inicio a un juego de persecución. Finalmente, lo acorrala en un almacén, donde Alexander es arrastrado por una multitud que lo obliga a hacer «crowd surf» mientras la cantante ofrece una actuación en el escenario. Aunque logra escapar, al salir del almacén se topa con la compositora, vestida de novia y rodeada por otras mujeres con bates de béisbol. A pesar del enfrentamiento, Alexander consigue huir una vez más.
La intérprete y las novias deciden continuar la persecución. Cuando Alexander saca su teléfono, la imagen de la cantante aparece en la pantalla, cantándole. Él corre hacia el exterior del almacén y, al llegar, la encuentra vestida con ropa urbana y rodeada de bailarines con atuendos similares. Al darse la vuelta, se encuentra atrapado entre la compositora y el grupo de novias enfurecidas. Tropieza y los bailarines lo rodean mientras yace en el suelo. La cantante se acerca lentamente, llevando una cebra atada a una correa. De repente, Alexander parpadea y se halla de nuevo en el altar de la iglesia, revelando que todo lo anterior había sido un sueño. El sacerdote le repite la pregunta sobre si acepta los votos, y esta vez responde con un claro «Acepto». La multitud estalla entre vítores y suspiros de alivio, mientras la intérprete lo toma del brazo y recorren juntos el pasillo.
Las amigas de la cantante, Jadyn Maria y Shannon Woodward, asumen el papel de damas de honor en el video, mientras que los padres de la intérprete, Keith y Mary Hudson, también hacen breves apariciones. La filmación del video de «Hot n Cold» se realizó en Los Ángeles durante septiembre de 2008, y fue lanzado oficialmente el 1 de octubre de ese mismo año bajo la dirección de Alan Ferguson.

## Actuaciones en vivo

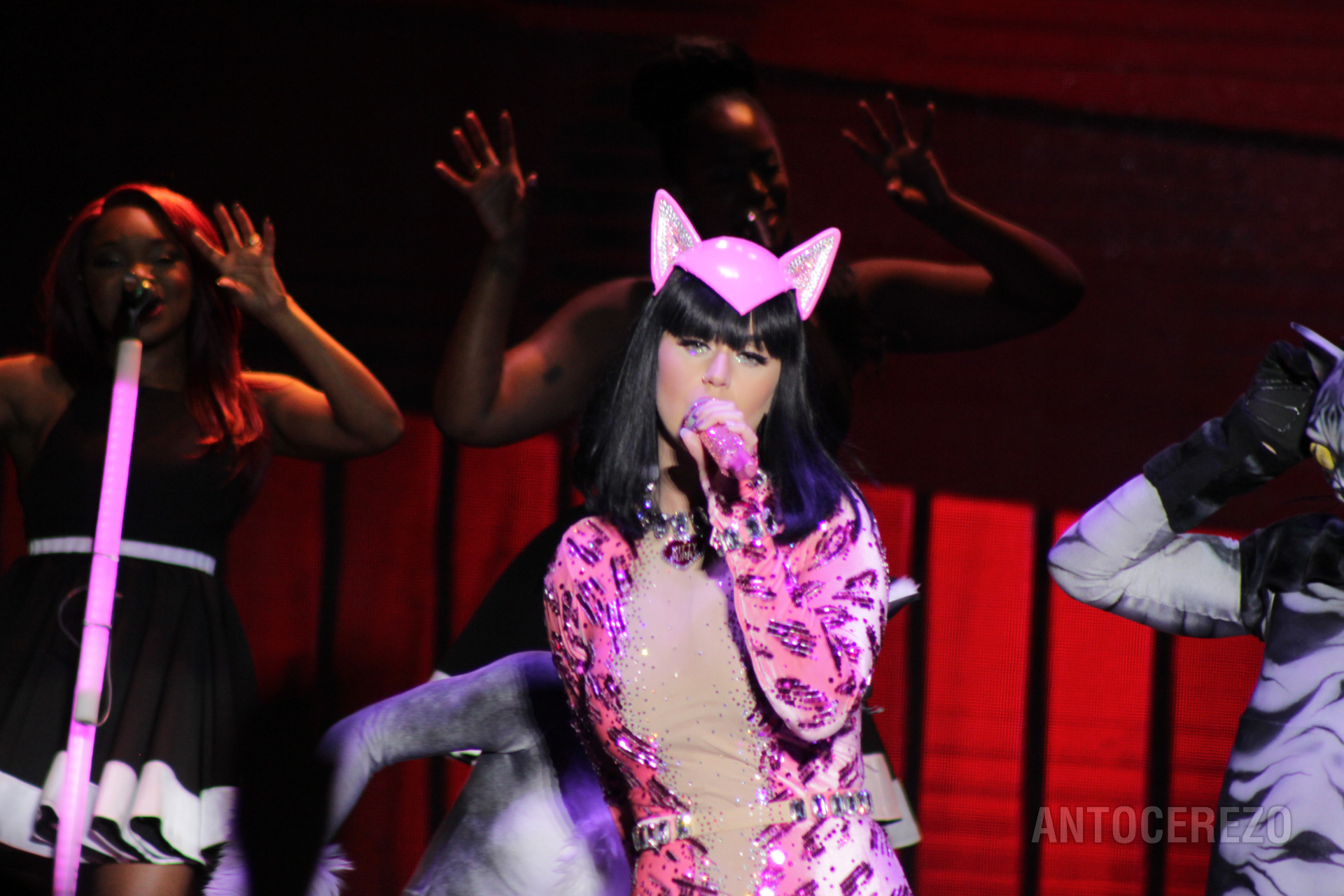
Perry interpretando «Hot n Cold» durante la gira The Prismatic World Tour.

Perry hizo su primera presentación en vivo del sencillo «Hot n Cold» en el programa Today de NBC el 29 de agosto de 2008. El 6 de noviembre del mismo año, cerró la ceremonia de los MTV Europe Music Awards en Liverpool interpretando esa misma canción, evento que también condujo. Además, el 22 de noviembre de 2008, abrió el evento YouTube Live con «Hot n Cold». El 15 de abril de 2010, Perry compartió escenario con Taylor Swift para cantar «Hot n Cold» en el Staples Center, como parte de la gira Fearless. Este tema fue incluido en las giras Hello Katy, California Dreams y Prismatic World. Durante la gira California Dreams, sorprendió al público con un truco de magia que consistía en cambiarse a siete atuendos diferentes en plena interpretación. En The Prismatic World Tour, presentó una versión en jazz lento del tema, luciendo un traje rosa de cuerpo completo, al igual que sus bailarines. Además, en Witness: The Tour, la canción formó parte de un popurrí junto a «Last Friday Night (T.G.I.F)».

## Formatos
Sencillo en CD
| Sencillo en CD - Alemania |                                                  |          |  |
| N.º                       | Título                                           | Duración |  |
| 1.                        | «Hot n Cold» (álbum versión)                     | 3:40     |  |
| 2.                        | «Hot n Cold» (Innerpartysystem remix)            | 4:37     |  |
| 3.                        | «Hot n Cold» (Manhattan Clique remix radio edit) | 3:54     |  |

| Sencillo en CD - Reino Unido |                                       |          |  |
| N.º                          | Título                                | Duración |  |
| 1.                           | «Hot n Cold» (álbum versión)          | 3:40     |  |
| 2.                           | «Hot n Cold» (Innerpartysystem remix) | 4:38     |  |

Descarga digital
| Descarga Digital - Alemania |                                       |          |  |
| N.º                         | Título                                | Duración |  |
| 1.                          | «Hot n Cold» (álbum versión)          | 3:43     |  |
| 2.                          | «Hot n Cold» (Bimbo Jones remix)      | 8:02     |  |
| 3.                          | «Hot n Cold» (Manhattan Clique remix) | 6:47     |  |

Sencillo digital y EP
| Remix digital y EP - Estados Unidos |                                             |          |  |
| N.º                                 | Título                                      | Duración |  |
| 1.                                  | «Hot n Cold» (Innerpartysystem remix)       | 4:37     |  |
| 2.                                  | «Hot n Cold» (Bimbo Jones remix radio edit) | 3:52     |  |
| 3.                                  | «Hot n Cold» (Manhattan Clique remix)       | 6:47     |  |
| 4.                                  | «Hot n Cold» (Yelle remix)                  | 4:07     |  |

| Sencillo digital |                         |          |  |
| N.º              | Título                  | Duración |  |
| 1.               | «Hot n Cold» (Rock Mix) | 3:41     |  |

## Posicionamiento en listas
| Listas (2008–2015)                    | Mejor posición |
| ------------------------------------- | -------------- |
| Alemania (Offizielle Deutsche Charts) | 1              |
| Australia (ARIA)                      | 4              |
| Austria (Ö3 Austria Top 40)           | 1              |
| Bélgica (Flandes) (Ultratop 50)       | 2              |
| Bélgica (Valonia) (Ultratop 50)       | 1              |
| Bulgaria (BAMP)                       | 5              |
| Canadá (Canadian Hot 100)             | 1              |
| Canadá (Canada AC)                    | 2              |
| Canadá (CHR/Top 40)                   | 1              |
| Canadá (Hot AC)                       | 2              |
| Chile (EFE)                           | 1              |
| CEI (Tophit)                          | 1              |
| Croacia (HRT)                         | 2              |
| República Checa (Rádio Top 100)       | 1              |
| Dinamarca (Tracklisten)               | 1              |
| España (Top 100 Canciones)            | 13             |
| Estados Unidos (Billboard Hot 100)    | 3              |
| Estados Unidos (Adult Contemporary)   | 9              |
| Estados Unidos (Adult Top 40)         | 1              |
| Estados Unidos (Hot Dance Club Songs) | 32             |
| Estados Unidos (Dance Singles Sales)  | 1              |
| Estados Unidos (Mainstream Top 40)    | 1              |
| Estados Unidos (Rhythmic)             | 21             |
| Europa (European Hot 100 Singles)     | 1              |
| Finlandia (OFC)                       | 1              |
| Francia (SNEP)                        | 10             |
| Francia (SNEP)                        | 3              |
| Francia (SNEP Descargas)              | 2              |
| Hungría (Rádiós Top 40)               | 1              |
| Islandia (RÚV)                        | 24             |
| Irlanda (IRMA)                        | 3              |
| Israel (Media Forest)                 | 2              |
| Italia (FIMI)                         | 2              |
| Japón (Japan Hot 100)                 | 34             |
| Países Bajos (Dutch Top 40)           | 1              |
| Países Bajos (Mega Single Top 100)    | 5              |
| México (Monitor Latino)               | 1              |
| Nueva Zelanda (Recorded Music NZ)     | 5              |
| Noruega (VG-lista)                    | 1              |
| Polonia (Polish Airplay Charts)       | 1              |
| Rumania (Romanian Top 100)            | 1              |
| Rusia (TopHit)                        | 1              |
| Eslovaquia (Rádio Top 100)            | 1              |
| Suecia (Sverigetopplistan)            | 2              |
| Suiza (Schweizer Hitparade)           | 1              |
| Reino Unido (Official Charts Company) | 4              |
| Ucrania (TopHit)                      | 1              |
| Venezuela Pop Rock (Record Report)    | 1              |

| Listas (2008)                                | Posición |
| -------------------------------------------- | -------- |
| Alemania (Official German Charts)            | 47       |
| Australia (ARIA)                             | 16       |
| Austria (Ö3 Austria Top 40)                  | 63       |
| Canadá (Canadian Hot 100)                    | 31       |
| CIS (TopHit)                                 | 103      |
| Estados Unidos Billboard Hot 100             | 36       |
| Estados Unidos Mainstream Top 40 (Billboard) | 39       |
| Finlandia (Suomen virallinen lista)          | 13       |
| Países Bajos (Dutch Top 40)                  | 48       |
| Países Bajos (Single Top 100)                | 96       |
| Nueva Zelanda (RIANZ)                        | 25       |
| Rusia Airplay (TopHit)                       | 135      |
| Suecia (Sverigetopplistan)                   | 40       |
| Suiza (Schweizer Hitparade)                  | 40       |
| Reino Unido (OCC)                            | 23       |
| Ucrania Airplay (TopHit)                     | 137      |

| Listas (2009)                                 | Posición |
| --------------------------------------------- | -------- |
| Alemania (Official German Charts)             | 13       |
| Austria (Ö3 Austria Top 40)                   | 5        |
| Bélgica (Ultratop 50 Flanders)                | 19       |
| Bélgica (Ultratop 50 Wallonia)                | 6        |
| CIS (TopHit)                                  | 35       |
| Canadá (Canadian Hot 100)                     | 11       |
| Croacia (HRT)                                 | 37       |
| España (PROMUSICAE)                           | 35       |
| Estados Unidos Billboard Hot 100              | 25       |
| Estados Unidos Adult Contemporary (Billboard) | 17       |
| Estados Unidos Adult Top 40 (Billboard)       | 12       |
| Estados Unidos Mainstream Top 40 (Billboard)  | 35       |
| Europa (European Hot 100 Singles)             | 2        |
| Finlandia (Suomen virallinen lista)           | 2        |
| Hungría (Rádiós Top 40)                       | 1        |
| Italia (FIMI)                                 | 14       |
| Países Bajos (Dutch Top 40)                   | 46       |
| Países Bajos (Single Top 100)                 | 68       |
| Rumania (Romanian Top 100)                    | 1        |
| Rusia Airplay (TopHit)                        | 36       |
| Suiza (Schweizer Hitparade)                   | 4        |
| Reino Unido (OCC)                             | 76       |
| Ucrania Airplay (TopHit)                      | 8        |

| Listas (2010)            | Posición |
| ------------------------ | -------- |
| Rusia Airplay (TopHit)   | 194      |
| Ucrania Airplay (TopHit) | 152      |

| Lista (2010)             | Posición |
| ------------------------ | -------- |
| Ucrania Airplay (TopHit) | 128      |

| Listas (2000–2009)                | Posición |
| --------------------------------- | -------- |
| Alemania (Official German Charts) | 19       |
| Australia (ARIA)                  | 30       |
| CIS Airplay (TopHit)              | 67       |
| Estados Unidos Billboard Hot 100  | 69       |
| Países Bajos (Dutch Top 40)       | 52       |
| Rusia Airplay (TopHit)            | 89       |
| Reino Unido (OCC)                 | 82       |

## Certificaciones
| País                | Organismo certificador | Certificación | Ventas certificadas | Ref.    |
| ------------------- | ---------------------- | ------------- | ------------------- | ------- |
| Alemania            | BVMI                   | 3× Oro        | 450 000             | [ 143 ] |
| Australia           | ARIA                   | 8× Platino    | 560 000             | [ 25 ]  |
| Austria             | IFPI – Austria         | Platino       | 30 000              | [ 28 ]  |
| Bélgica             | BEA                    | Oro           | —                   | [ 144 ] |
| Brasil              | Pro-Música Brasil      | Diamante      | 250 000             | [ 145 ] |
| Brasil Versión rock | Pro-Música Brasil      | Platino       | 60 000              | [ 146 ] |
| Canadá              | Music Canada           | 6× Platino    | 240 000             | [ 22 ]  |
| Canadá              | Music Canada           | 2× Platino    | 80 000              | [ 147 ] |
| Dinamarca           | IFPI Dinamarca         | 2× Platino    | 30 000              | [ 27 ]  |
| Estados Unidos      | RIAA                   | 8× Platino    | 8 000               | [ 20 ]  |
| España              | PROMUSICAE             | Platino       | 60 000              | [ 148 ] |
| Finlandia           | IFPI                   | Platino       | 14 579              | [ 149 ] |
| Francia             | —                      | —             | 150 000             | [ 150 ] |
| Noruega             | IFPI – Noruega         | 3× Platino    | 180 000             | [ 151 ] |
| Nueva Zelanda       | RIANZ                  | Platino       | 15 000              | [ 152 ] |
| Reino Unido         | BPI                    | 2× Platino    | 1 500 000           | [ 23 ]  |
| Suiza               | IFPI                   | Platino       | 30 000              | [ 153 ] |